# Virtueel assistent (beroep)
Een virtueel assistent (meestal afgekort tot VA, ook wel virtual assistant genoemd) is over het algemeen een freelancer en biedt professionele administratieve, technische of creatieve (sociale) ondersteuning aan klanten op afstand vanuit een thuiskantoor. Met de komst van VOIP- services zoals Skype en Zoom werd het mogelijk om een virtueel assistent ook in te zetten voor het werk van bijvoorbeeld receptionist. De opdrachten zijn doorgaans gering in aantal werkuren en vaak relatief kortdurend, waardoor de virtueel assistent voor meerdere werkgevers tegelijk kan werken.
Omdat virtueel assistenten onafhankelijke freelancers zijn in plaats van werknemers, zijn klanten niet verantwoordelijk voor werknemersgerelateerde belastingen, verzekeringen of voordelen, behalve in de context dat die indirecte kosten zijn inbegrepen in de vergoeding aan de VA. Klanten vermijden ook het logistieke probleem van het leveren van extra kantoorruimte, apparatuur of voorraden.
Virtueel assistenten bieden hun diensten zowel individueel aan als via bemiddelingsbedrijven.